# Sredinnyj-bjergene
Sredinnyj-bjergene (russisk: Срединный хребет, tr. Sredinnyj khrebet) er en ca. 1200 km lang bjergkæde, der løber nord-syd nogenlunde midt på Kamtjatka-halvøen i det østligste Rusland. Bjergkæden består primært af vulkaner, både skjoldvulkaner og stratovulkaner. Det højeste punkt er stratovulkanen Itjinskij på 3.621 m. Store dele af bjergene er dækket af gletsjere, som er med til at karakterisere Kamtjatka som den mest isklædte del af Nordøstasien med sit samlede gletsjerareal på 866 km².